# Katelyn Gray
Katelyn Gray (3 de septiembre de 1985) es una deportista australiana que compitió en remo. Ganó una medalla de bronce en el Campeonato Mundial de Remo de 2007, en la prueba de cuatro sin timonel.

## Palmarés internacional
| Campeonato Mundial | Campeonato Mundial | Campeonato Mundial | Campeonato Mundial |
| Año                | Lugar              | Medalla            | Prueba             |
| ------------------ | ------------------ | ------------------ | ------------------ |
| 2007               | Múnich (Alemania)  | Medalla de bronce  | Cuatro sin timonel |